# لاديسلاف ميكو
لاديسلاف ميكو هو عالم بيئة وسياسي تشيكي، ولد في 9 أبريل 1961 في كوشيتسه في سلوفاكيا. نشط حزبياً في Green Party (Slovakia) ‏.